# Маслиниця
Маслиниця (хорв. Maslinica) — населений пункт у Хорватії, у Сплітсько-Далматинській жупанії у складі громади Шолта.

## Населення
Населення за даними перепису 2011 року становило 208 осіб.
Динаміка чисельності населення поселення:

## Клімат
Середня річна температура становить 15,99 °C, середня максимальна – 26,23 °C, а середня мінімальна – 4,50 °C. Середня річна кількість опадів – 692 мм.
| Клімат поселення                              | Клімат поселення | Клімат поселення | Клімат поселення | Клімат поселення | Клімат поселення | Клімат поселення | Клімат поселення | Клімат поселення | Клімат поселення | Клімат поселення | Клімат поселення | Клімат поселення | Клімат поселення |
| Показник                                      | Січ.             | Лют.             | Бер.             | Квіт.            | Трав.            | Черв.            | Лип.             | Серп.            | Вер.             | Жовт.            | Лист.            | Груд.            |                  |
| Середній максимум, °C                         | 13,05            | 13,35            | 14,98            | 17,63            | 22,23            | 26,18            | 26,23            | 26,18            | 23,70            | 19,85            | 15,78            | 12,53            |                  |
| Середня температура, °C                       | 8,78             | 9,10             | 10,73            | 13,33            | 17,98            | 21,88            | 23,88            | 23,83            | 21,38            | 17,53            | 13,38            | 10,15            |                  |
| Середній мінімум, °C                          | 4,50             | 4,83             | 6,45             | 9,10             | 13,73            | 17,63            | 21,53            | 21,45            | 19,00            | 15,15            | 11,03            | 7,78             |                  |
| Норма опадів, мм                              | 65               | 54               | 60               | 56               | 47               | 40               | 24               | 40               | 63               | 74               | 91               | 78               |                  |
| Середньомісячна швидкість вітру, м/с          | 3.40             | 3.50             | 3.60             | 3.40             | 3.00             | 2.70             | 2.80             | 2.60             | 2.90             | 3.10             | 3.80             | 3.60             |                  |
| Середньомісячна сонячна радіація, кДж/м²·день | 5574             | 8332             | 12063            | 16862            | 20907            | 23744            | 25262            | 22120            | 16360            | 10622            | 6014             | 4723             |                  |
| --------------------------------------------- | ---------------- | ---------------- | ---------------- | ---------------- | ---------------- | ---------------- | ---------------- | ---------------- | ---------------- | ---------------- | ---------------- | ---------------- | ---------------- |
| Джерело:                                      |                  |                  |                  |                  |                  |                  |                  |                  |                  |                  |                  |                  |                  |